# Soroll de parpelleig

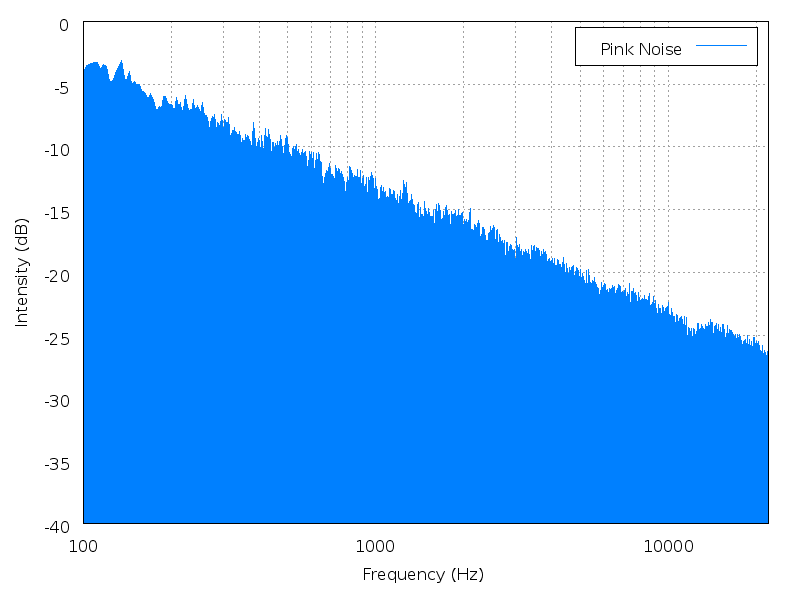
Fig.1 Soroll amb espectre 1/f (soroll rosa).

Soroll de parpelleig (en anglès Flicker noise) és un tipus de soroll electrònic amb una densitat espectral de potència segons la funció 1/f (soroll rosa). El soroll de parpelleig succeeix a pràcticament tots els dispositius electrònics.

## Propietats
- El soroll de parpelleig té major presència a les baixes freqüències i desapareix a les altes freqüències.
- Típicament té una distribució normal o Gaussiana.
- Si la potència té una funció {\displaystyle 1/f} llavors la tensió serà {\displaystyle 1/\surd (f)}.
- Per a calcular el soroll total en una banda freqüencial entre f1 i f2 :

{\displaystyle v=k\textstyle \int _{f1}^{f2}\displaystyle 1/f.df=k_{1}\surd (k_{2}*\ln(f_{2}/f_{1})}